# Concón
Concón è un comune del Cile della provincia di Valparaíso nella Regione di Valparaíso. Al censimento del 2002 possedeva una popolazione di 32.273 abitanti.

## Società

### Evoluzione demografica
| Censimento del 1992 | Censimento del 2002 |
| 18.872 ab.          | 32.273 ab.          |